# Kappa Aquilae
Kappa Aquilae (κ Aql / 39 Aquilae /HD 184915 / HR 7446) es una estrella de magnitud aparente +4,96 en la constelación del Águila.
De acuerdo a la nueva reducción de los datos de paralaje del satélite Hipparcos, se encuentra a unos 1680 años luz del sistema solar.
Kappa Aquilae es una gigante azul de tipo espectral B0.5III, semejante a Murzim (β Canis Majoris) o a Atik (ο Persei).
Algo más caliente que estas dos estrellas, Kappa Aquilae tiene una temperatura efectiva de 26.654 ± 747 K y una luminosidad 52.600 veces mayor que la del Sol.
Su radio es 12 veces más grande que el radio solar y gira sobre sí misma con una velocidad de rotación proyectada —límite inferior de la misma— de 244 ± 15 km/s, estando su eje de rotación inclinado 45° respecto al observador terrestre.
En cuanto a su composición química, Kappa Aquilae presenta una elevada abundancia relativa de helio en comparación a otras estrellas de tipo B —su nivel es mayor en un factor de 2,5—, lo que ha sido relacionado con su rápida rotación.
Kappa Aquilae posee una elevada masa comprendida entre 15,5 y 16,9 masas solares, por lo que está claramente por encima del límite a partir del cual las estrellas acaban su vida explosionando como supernovas.
Asimismo, existen trazas de que está perdiendo masa estelar.
Su edad se estima en algo menos de 10 millones de años.